# Уилкс, Алберт
А́лберт Уи́лкс (англ. Albert Wilkes; 6 сентября 1875 — 9 декабря 1936) — английский футболист и спортивный фотограф. Выступал за клубы «Уолсолл», «Астон Вилла» (в составе которого дважды становился чемпионом Англии), «Фулхэм» и «Честерфилд Таун», а также за национальную сборную Англии.

## Клубная карьера
Уроженец Уэст-Бромиджа, Уилкс начал футбольную карьеру в школьной команде «Холи Тринити Скул», затем выступал за «Уэст-Бромидж Баптистс» и «Олдбери Таун». На протяжении нескольких месяцев проходил просмотр в клубе «Вест Бромвич Альбион», после чего стал игроком «Уолсолла». 6 сентября 1896 года дебютировал за «Уолсолл» в Футбольной лиге в матче Второго дивизиона против «Гейнсборо Тринити». Выступал за клуб на протяжении трёх сезонов, сыграв в общей сложности 63 матча, в том числе 45 матчей в рамках Футбольной лиги.
В 1898 году стал игроком бирмингемского клуба «Астон Вилла». 3 сентября 1898 года дебютировал за «Виллу» в матче против клуба «Сток». Помог команде дважды стать чемпионом Англии, выиграв Первый дивизион в сезонах 1898/99 и 1899/1900. Также выиграл Кубок Англии и Суперкубок шерифа Лондона. В общей сложности провёл за «Астон Виллу» 158 матчей и забил 7 голов.
Сезон 1907/08 провёл в лондонском клубе «Фулхэм», выступавший во Втором дивизионе. В апреле 1909 года стал игроком клуба «Честерфилд Таун», но провёл за команду только три матча, после чего завершил карьеру игрока.

## Карьера в сборной
18 марта 1901 года Уилкс дебютировал за национальную сборную Англии на стадионе «Сент-Джеймс Парк» в Ньюкасл-апон-Тайне. В той игре англичане сыграли против сборной Уэльса, одержав победу со счётом 6:0.
30 марта 1901 года сыграл против сборной Шотландии на стадионе «Кристал Пэлас» в Лондоне. Матч завершился вничью со счётом 2:2.
3 марта 1902 года провёл свой третий матч за сборную, сыграв против Уэльса на стадионе «Рейскорс Граунд» в Рексеме (ничья 0:0).
22 марта 1902 года сыграл против сборной Ирландии на стадионе «Балморал Шоуграундс» в Белфасте. В той игре англичане победили со счётом 1:0.
5 апреля 1902 года сыграл против сборной Шотландии на стадионе «Айброкс», однако в той игре случилось обрушение трибуны с 25 погибшими, и матч был отменён, а его результат не учитывается в статистике.
3 мая 1902 года Уилкс принял участие в переигровке отменённого матча против Шотландии на «Айброкс»: он прошёл на стадионе «Вилла Парк» в Бирмингеме и завершился вничью со счётом 2:2. Уилкс забил в той игре гол. Это был пятый и последний официальный матч Уилкса за национальную сборную.

## После завершения карьеры игрока
Увлекался фотографией, ещё будучи игроком. После завершения карьеры футболиста стал профессиональным фотографом. Открыл собственную фотостудию в Уэст-Бромидже (в июле 1909 года она полностью сгорела). В основном фотографировал футболистов и футбольные команды, но также занимался свадебной и семейной фотографией. Его сын Алберт Уилкс-младший продолжил дело отца. В 1970 году фотостудия Уилкса была куплена ведущим фотоагентством Colorsport.
Также работал футбольным судьёй на матчах Футбольной лиги. Был одним из директоров клуба «Астон Вилла» с сентября 1934 года по декабрь 1936 года, когда он умер от пневмонии.
Был «видным деятелем» баптистской церкви.

## Достижения
«Астон Вила»
- Чемпион Англии: 1898/99, 1899/1900
- Вице-чемпион Англии: 1902/1903
- Обладатель Кубка Англии: 1904/05
- Обладатель Суперкубка шерифа Лондона: 1901

Сборная Англии
- Победитель Домашнего чемпионата: 1901